# Gonyleptes pectinipes
Gonyleptes pectinipes is een hooiwagen uit de familie Gonyleptidae.